# امانوئل گروس
امانوئل گروس (انگلیسی: Emmanuel Gros؛ زادهٔ ۲۸ ژوئیهٔ ۱۹۷۸) بازیکن فوتبال است.
از باشگاه‌هایی که در آن بازی کرده‌است می‌توان به باشگاه فوتبال نیم المپیک اشاره کرد.